# Songthela tianzhu
Espèce
Songthela tianzhu est une espèce d'araignées mésothèles de la famille des Liphistiidae.

## Distribution
Cette espèce est endémique du Guizhou en Chine,. Elle se rencontre dans le xian de Tianzhu.

## Description
Le mâle holotype mesure 12,16 mm et la femelle 11,68 mm, les femelles mesurent de 10 à 13,82 mm.

## Systématique et taxinomie
Cette espèce a été décrite par Chen, Li, Li et Xu en 2021.

## Étymologie
Son nom d'espèce lui a été donné en référence au lieu de sa découverte,  le xian de Tianzhu.

## Publication originale
- Chen, Li, Li & Xu, 2021 : « Three new species of the primitively segmented spider genus Songthela (Araneae, Mesothelae) from Guizhou Province, China. » ZooKeys, no 1037, p. 57-71 (texte intégral).